# Ulica Zwierzyniecka w Białymstoku
Ulica Zwierzyniecka – ulica Białegostoku ciągnąca się od ronda im. Seweryna Nowakowskiego prezydenta miasta Białegostoku (w latach 1934-39) (os. Piaski) do ul. A. Mickiewicza (os. Mickiewicza). Zwierzyniecka jest częścią tzw. Trasy Kopernikowskiej, której dokończenie ma nastąpić w najbliższych latach.

## Pochodzenie nazwy
Nazwa ulicy pochodzi od pobliskiego Lasu Zwierzynieckiego (Zwierzyńca), który pierwotnie był zwierzyńcem - miejscem polowań Jana Klemensa Branickiego.

## Otoczenie
Przy ulicy Zwierzynieckiej znajdują się m.in.:
- Hotel Asystenta i Domy studenta Politechniki Białostockiej
- Radio Akadera
- Las i Rezerwat "Las Zwierzyniecki"
- Park Konstytucji 3 Maja.

W pobliżu znajduje się również IV Liceum Ogólnokształcące im. C. K. Norwida, Polskie Radio Białystok, hotel BOSiR, cmentarz wojskowy.

## Komunikacja miejska
Przy ul. Zwierzynieckiej zlokalizowane są przystanki autobusów komunikacji miejskiej, przy których zatrzymują się autobusy linii nr: 8, 10, 28, 29.